# كلارينس-روكلاند (أونتاريو)
كلارينس-روكلاند، أونتاريو (بالإنجليزية: Clarence-Rockland)‏ هي مدينة كندية تقع في مقاطعة أونتاريو. تبلغ مساحة هذه المدينة 296.5321 (كم²)، ويبلغ عدد سكانها 20790 نسمة حسب إحصاء سنة 2006 م، بينما كان يسكنها 19612 نسمة في سنة 2001 م. تحتل هذه المدينة المرتبة رقم 183 بين مدن كندا حسب عدد السكان والمرتبة رقم 73 في مقاطعة. نما عدد السكان في هذه المدينة بنسبة (6) بين العامين المذكورين.

## وصلات خارجية
- الأطلس الحكومي لكندا
- إحصاءات كندا مع ساعة تعداد السكان